# Meliosma pinnata
Meliosma pinnata är en tvåhjärtbladig växtart. Meliosma pinnata ingår i släktet Meliosma och familjen Sabiaceae.

## Underarter
Arten delas in i följande underarter:
- M. p. barbulata
- M. p. ferruginea
- M. p. humilis
- M. p. macrophylla
- M. p. pendula
- M. p. pinnata
- M. p. ridleyi
- M. p. sylvatica

## Bildgalleri

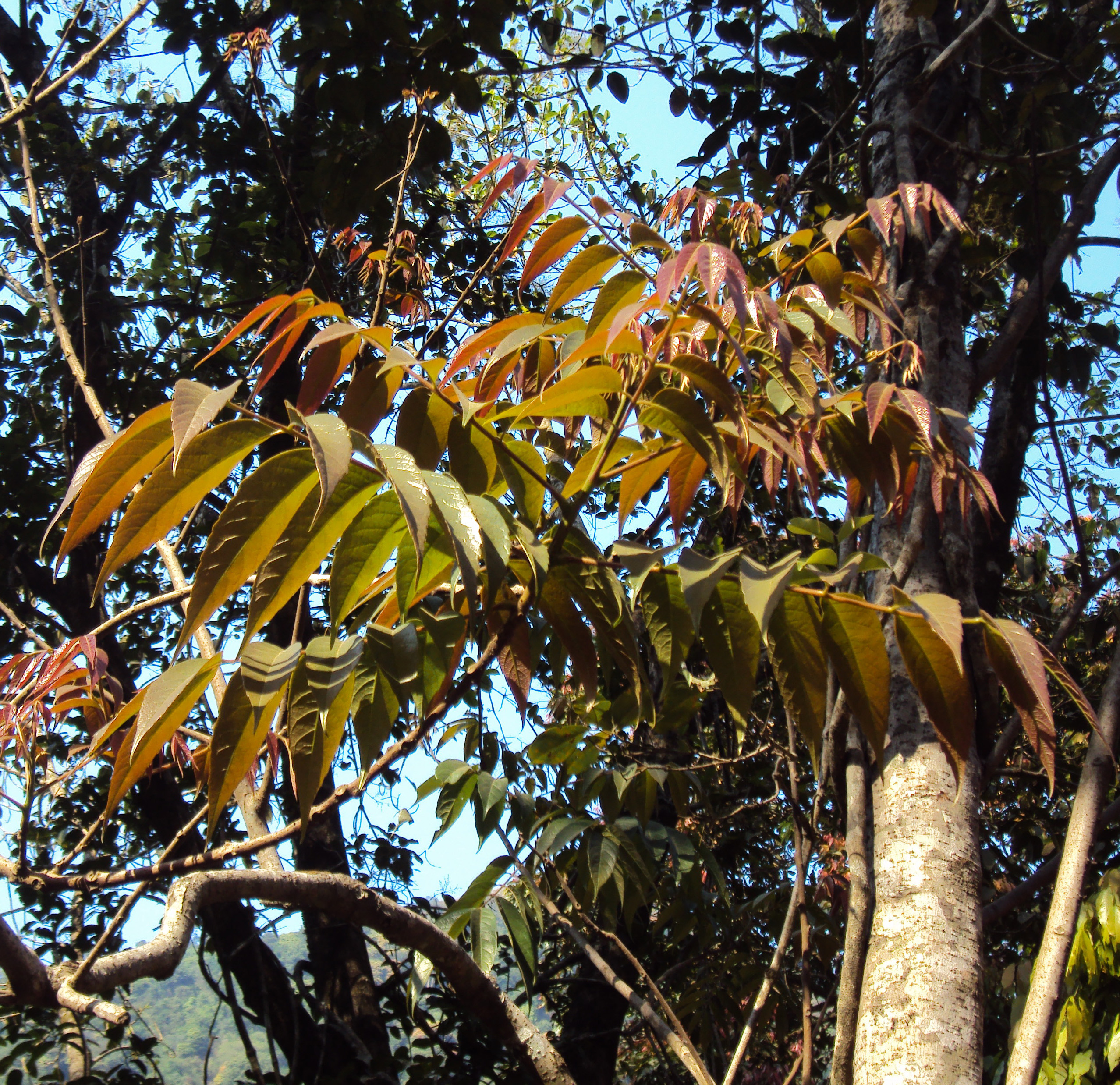